# Jean Hatchondo
Pour les articles homonymes, voir Hatchondo.
Pas d'image ? Cliquez ici

a Compétitions nationales et continentales officielles uniquement.

b Matchs officiels uniquement.
Jean Hatchondo, né le 1er mars 1929 à Biarritz et mort le 14 juin 2004 à Biarritz, est un joueur de rugby à XV et international français rugby à XIII, évoluant au poste de centre. Son frère, André Hatchondo, a également connu l'équipe de France de rugby à XIII.

## Biographie
Le prometteur Jean Hatchondo fait partie du trio performant de la Section paloise composé de André Carrère et Antoine Jimenez. 
Comme ses partenaires Carrère et Jimenez, Hatchondo abandonne son club formateur en 1951 et passe à XIII. La Section, se sentant prise pour cible par le jeu à XIII effectue une mise au point dans les colonnes de La République des Pyrénées.
Hatchondo était pourtant aux portes de l'équipe de France de rugby à XV lorsqu'il quitte la Section et rejoint Bordeaux XIII.

## Palmarès
- Collectif[4] :
  - Vainqueur de la Coupe d'Europe des nations : 1952 (France).
  - Vainqueur du Championnat de France : 1954 (Bordeaux).
  - Finaliste du Coupe de France : 1956 (Bordeaux).

### Détails en sélection
| Matchs internationaux de Jean Hatchondo | Matchs internationaux de Jean Hatchondo | Matchs internationaux de Jean Hatchondo | Matchs internationaux de Jean Hatchondo | Matchs internationaux de Jean Hatchondo | Matchs internationaux de Jean Hatchondo | Matchs internationaux de Jean Hatchondo | Matchs internationaux de Jean Hatchondo | Matchs internationaux de Jean Hatchondo | Matchs internationaux de Jean Hatchondo | Matchs internationaux de Jean Hatchondo | Matchs internationaux de Jean Hatchondo |
|                                         | Date                                    | Lieu                                    | Adversaire                              | Résultat                                | Compétition                             | Poste                                   | Points                                  | Essais                                  | Pen.                                    | Drops                                   |                                         |
| --------------------------------------- | --------------------------------------- | --------------------------------------- | --------------------------------------- | --------------------------------------- | --------------------------------------- | --------------------------------------- | --------------------------------------- | --------------------------------------- | --------------------------------------- | --------------------------------------- | --------------------------------------- |
| sous les couleurs de la France          |                                         |                                         |                                         |                                         |                                         |                                         |                                         |                                         |                                         |                                         |                                         |
| .                                       | 6 avril 1952                            |                                         | Pays de Galles                          | 9-7                                     | Coupe d'Europe                          | Centre                                  | -                                       | -                                       | -                                       | -                                       |                                         |